# Estació de Saint-Rémy-en-l'Eau
L'estació de Saint-Rémy-en-l'Eau és una estació ferroviària situada al municipi francès de Saint-Rémy-en-l'Eau (al departament de l'Oise).
És servida pels trens del TER Picardie.
| Provinença | Estació anterior       | Línia        | Estació següent | Destinació |
| ---------- | ---------------------- | ------------ | --------------- | ---------- |
| Amiens     | Saint-Just-en-Chaussée | TER Picardie | Avrechy         | Paris-Nord |